# 1860 en Lorraine
Chronologie de la Lorraine
- 1856
- 1857
- 1858
- 1859
- 1860
- 1861
- 1862
- 1863
- 1864

Cette page est une liste d'événements qui se sont produits durant l'année 1860 en Lorraine.

## Événements

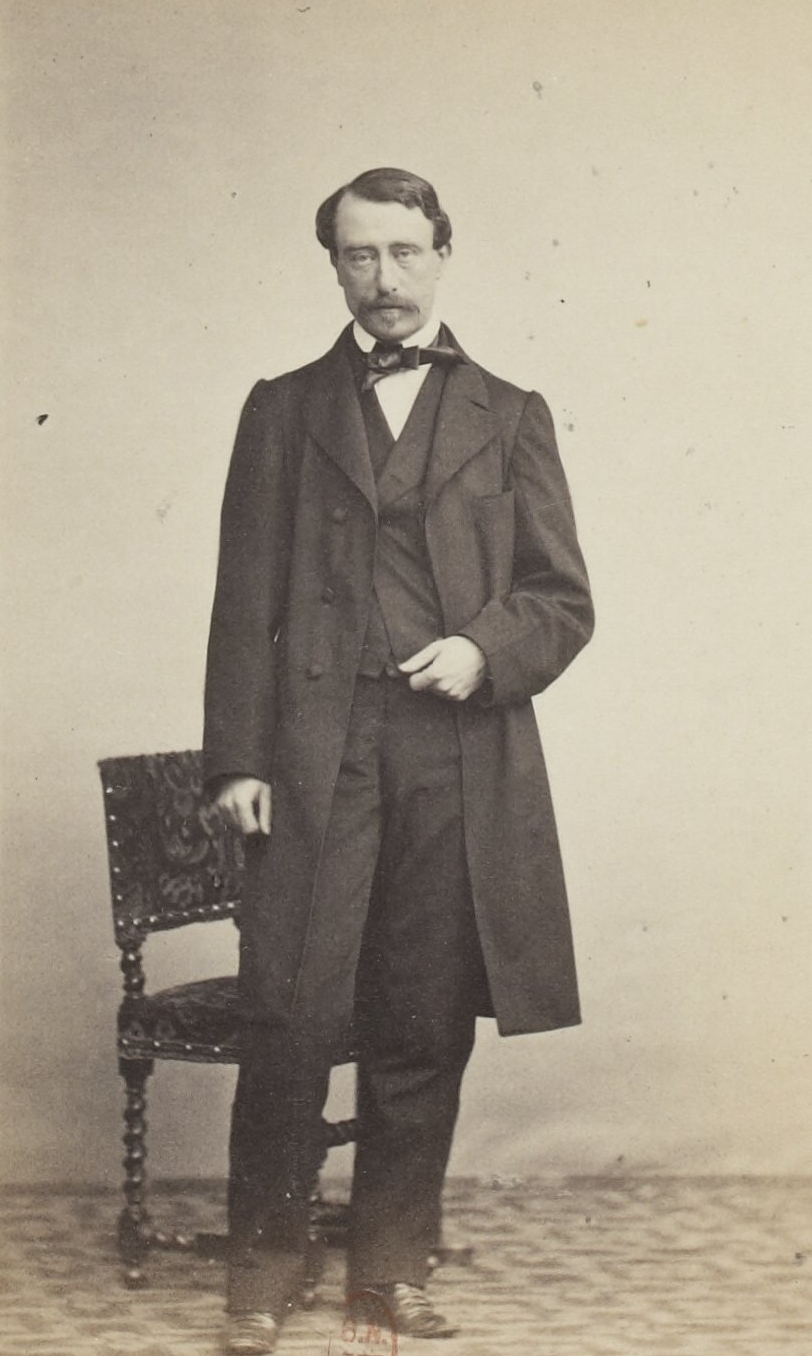
Claude Millon.

- Claude Millon est député de la Meuse, il siège jusqu'en 1870, d'abord dans la majorité soutenant le Second Empire. Il s'en éloigne en 1869 pour siéger au centre droit. Il est l'un des signataires de l'adresse des 116.
- Ouverture de la Mine de Roncourt[1].
- Début de la construction de l'Église Saint-Léon de Nancy, édifice néogothique qui sera achevé en 1877[2].
- Inauguration d'une statue du maréchal Ney sur l'Esplanade à Metz[3]

## Naissances
- Alexis Vivinus (né à Stenay en 1860 et décédé en 1929).
- à Metz : Achille Broutin (1860-1918, maître d’armes et un collectionneur français, émigré en Espagne.
- 19 février à Metz : Emmanuel-Marie-Joseph Champigneulle, maître verrier français dont l'atelier était situé à Bar-le-Duc.
- 7 mars à Saint-Dié-des-Vosges : René Koehler, mort le 19 avril 1931 à Lyon, zoologiste français.
- 28 mars : Julien Gérardin, mort le 9 juin 1924 dans la même ville, notaire et photographe amateur français .
- 2 mai à Nancy : Lucien Weissenburger (décédé à Nancy le 24 février 1929), architecte français. Il était un des principaux architectes à travailler dans le style de l'art nouveau en Lorraine et un membre de l'École de Nancy.
- 2 juin à Metz : Georges Leredu, mort le 23 juin 1943 à Paris, homme politique français de la IIIe République. Il est député de Seine-et-Oise de 1914 à 1927, puis sénateur de 1927 à 1936, et ministre de l’Hygiène, de l’Assistance et de la Prévoyance sociales.
- 9 juin à Woimbey : Joseph Dautremer, décédé à Fougères le 4 août 1946[4], diplomate et voyageur français.
- 25 juin à Dieuze : Gustave Charpentier, compositeur français, mort à Paris le 18 février 1956.
- 1er juillet à Bar-le-Duc : Georges Robineau, mort le 9 avril 1927 à Paris 17e, haut fonctionnaire français qui fut gouverneur de la Banque de France.
- 8 juillet à Basse-Yutz : François Zimmer, homme politique lorrain. Il fut député allemand au Landtag d'Alsace-Lorraine, de 1911 à 1918.
- 22 juillet à Hagnéville : Louis Simonet, décédé le 3 novembre 1933 à Épinal), est un homme politique français.
- 19 août à Remiremont : Pierre Waidmann, mort le 26 octobre 1937 à Neuilly-sur-Seine (Hauts-de-Seine), peintre et sculpteur français.
- 20 août à Bar-le-Duc : Raymond Poincaré, mort le 15 octobre 1934 à Paris, avocat et homme d'État français. Il est le président de la République française du 18 février 1913 au 18 février 1920.
- 18 septembre à Albestroff : Augustin Prosper Hacquard, mort le 4 avril 1901 sur les rives du Niger, missionnaire français qui fut explorateur et vicaire apostolique au Soudan français.
- 6 novembre à Saint-Dié-des-Vosges : Ferdinand Brunot, mort le 30 janvier 1938 à Paris, linguiste et philologue français. Il est l’auteur d'une œuvre volumineuse intitulée Histoire de la langue française des origines à 1900, dont neuf volumes  sont parus de son vivant entre 1905 et 1937. Ce professeur d'université, premier titulaire d'une chaire d'histoire de la langue française créée en 1899 à la Sorbonne à son intention, est un chercheur ainsi qu’un précurseur de la recherche linguistique française.
- 7 novembre Condé-en-Barrois : Jean Estienne[5], mort le 2 avril 1936 à Paris, militaire, artilleur et ingénieur militaire français. Il a eu en France une influence importante dans le développement de l'artillerie moderne et de l'aviation militaire. Il reste surtout connu comme l'homme qui a créé une arme blindée en France — ce qui lui a valu le surnom de « Père des chars » — qu'il appelait « artillerie d'assaut » durant la Première Guerre mondiale.
- 8 décembre à Ville-sur-Illon (Vosges) : Édouard Mathis, homme politique français mort le 14 octobre 1926 à Nancy (Meurthe-et-Moselle).

## Décès

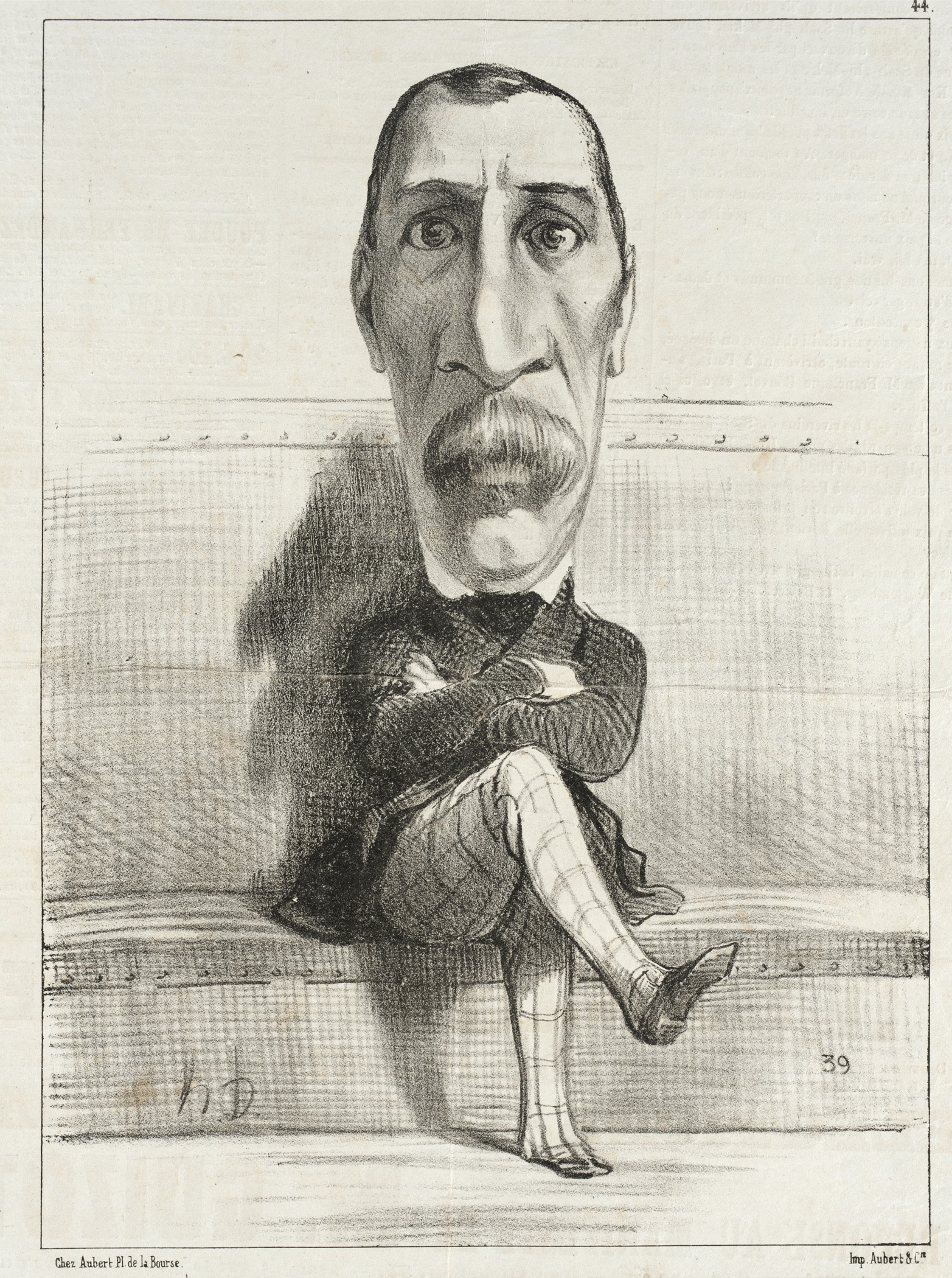
Isidore Buvignier caricaturé par Daumier (1849).

- 23 août à Nancy : Charles Joseph de Raigecourt (1771-1860), général français. Chevalier de l’Ordre royal et militaire de Saint-Louis, il fut promu maréchal de camp sous la Restauration.
- 7 novembre à Verdun : Isidore Eugène Buvignier, homme politique français né le 3 avril 1812 à Verdun (Meuse). Il est le frère de Nicolas-Armand Buvignier (°1808 - †1880) et de Jean Buvignier (°1823 - †1902).